# Moscow Radio Centre 13

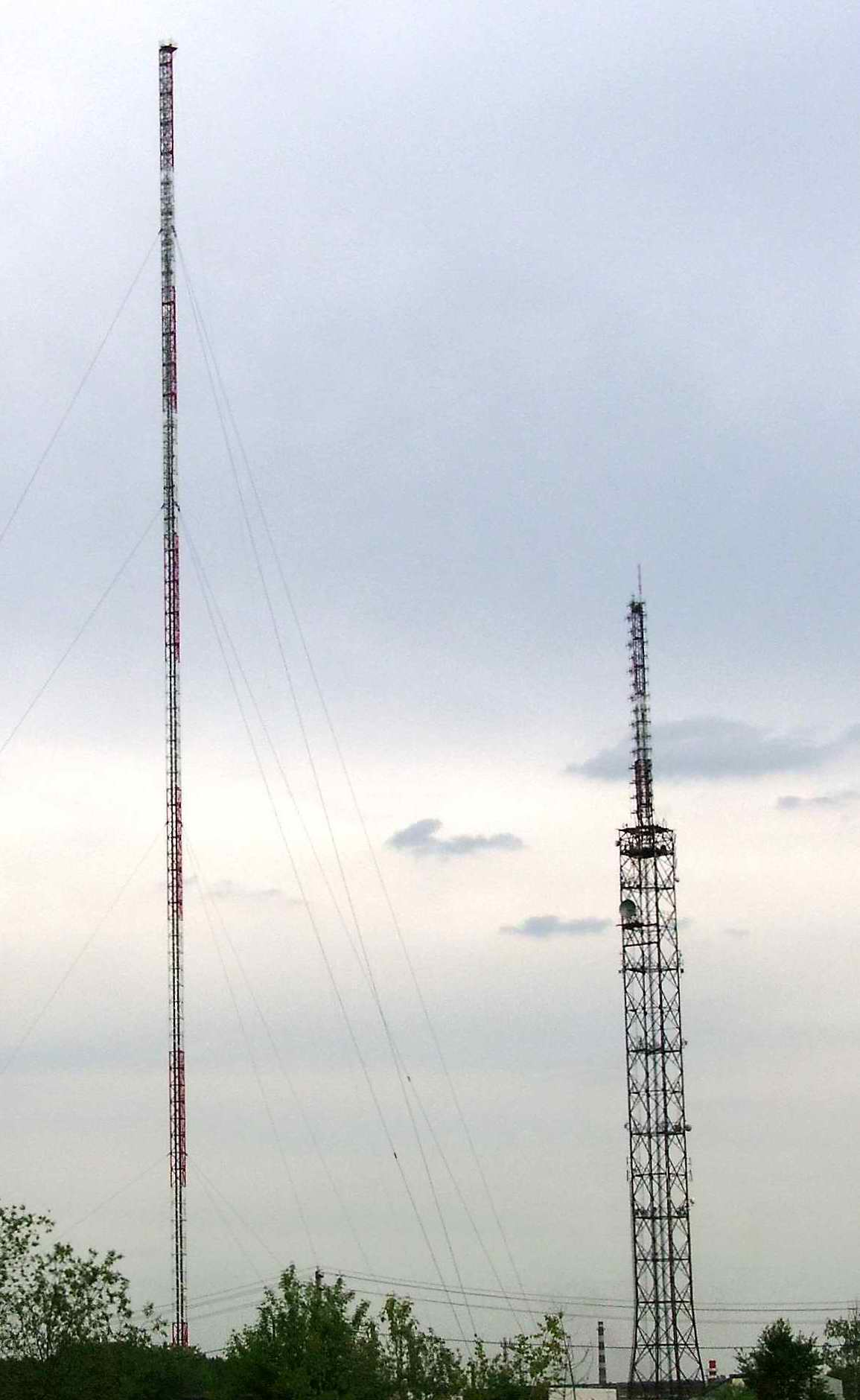
Moscow Radio Centre 13

Moscow Radio Centre 13 é um complexo de transmições próximo a Balashikha, na Rússia. 